# На краю (альбом)
«На краю́» — восьмой студийный альбом российской певицы Юты, выпущенный компанией «Монолит Рекордс» 19 октября 2008 года. По признанию самой Юты, диск стал неким переломным моментом в её мировоззрении, подтолкнул её к поиску новых форм, красок и эмоций. Пластинка представляет собой сочетание холодного ритм-н-блюза и романтизма с преобладанием мажорных гармоний. Композиция «О нём» является саундтреком с сериалу «Провинциалка», а заглавная «На краю» была написана специально для комедии Олега Осипова «Если бы да кабы». Было выпущено два варианта данной пластинки. В расширенной версии добавлен бонусный трек «Частушки», а также присутствует буклет с текстами песен.

## Рецензии
Первую композицию из альбома («Сигнал») критики сравнивают со «Старым самолётом» «Машины времени» и называют основной неожиданностью пластинки. Последующие треки по словам Гуру Кена наполнены холодной и ироничной женственностью.
Главной ценностью песен Юты остаются мелодии. Обманчиво простые, они призрачно плещутся на ветрах аккуратного саунда. Можно было бы потребовать от Юты какого-то протеста, бунтарства, боевитости. Но как требовать такого от хрупкой женщины?Гуру Кен
Алексей Мажаев в свою очередь положительно оценил лирическую составляющую альбома, а именно композиции «На краю», «О нём», «Мальчик мой», «Ангел» и «Правда», а вот ро́ковые «Сигнал» и «Сделай шаг» назвал менее удачными.

## Список композиций
Все тексты и музыка написаны Ютой
| №                   | Название            | Длительность |
| ------------------- | ------------------- | ------------ |
| 1.                  | «Сигнал»            | 4:13         |
| 2.                  | «Костры-мосты»      | 3:24         |
| 3.                  | «Привет»            | 3:48         |
| 4.                  | «За туманом»        | 3:58         |
| 5.                  | «На краю»           | 3:51         |
| 6.                  | «Мой мальчик»       | 5:17         |
| 7.                  | «Пускай»            | 3:56         |
| 8.                  | «Иду-бреду»         | 3:10         |
| 9.                  | «Надо бежать»       | 4:20         |
| 10.                 | «Сделай шаг»        | 4:12         |
| 11.                 | «Правда»            | 4:23         |
| 12.                 | «О нём»             | 3:40         |
| Общая длительность: | Общая длительность: | 48:12        |

| №   | Название                    | Длительность |
| --- | --------------------------- | ------------ |
| 13. | «Частушки» (слова народные) | 3:44         |

## Участники записи
- Юта — автор песен, вокал, клавишные
- Илья Володин — гитара
- Александр Бакунин — бас-гитара
- Олег Шунцов — барабаны
- Сергей Сысоев — клавишные
- Запись — студия «Полифон», звукорежиссёр Самвел Оганесян
- Мастеринг — Андрей Субботин